# Cave Springs
Cave Springs – miasto w Stanach Zjednoczonych, w stanie Arkansas, w hrabstwie Benton.

## Demografia
W roku 2010 miasto zamieszkiwało 1729 osób, a gęstość zaludnienia wynosiła 96,1 osoby/km². W roku 2023 liczba mieszkańców wzrosła aż do 6081 osób, a gęstość zaludnienia do 337,8 osoby/km². Na przestrzeni 13 lat liczba mieszkańców wzrosła ponad 3,5-krotnie.